# Sytuacja Kościoła katolickiego we Francji w czasie rewolucji francuskiej
Sytuacja Kościoła katolickiego w czasie rewolucji francuskiej ulegała znacznym zmianom w różnych etapach rewolucji. Duchowni byli czynnymi uczestnikami prac Zgromadzenia Prawodawczego (Konstytuanty), a część z nich poparła gruntowną reformę monarchii francuskiej i jej przekształcenie w monarchię konstytucyjną. Rozłam w Kościele katolickim we Francji wywołała natomiast konstytucja cywilna kleru, która nakładała na duchownych obowiązek złożenia przysięgi wierności wobec państwa. Sprzeciw części duchownych wobec takiego postanowienia rządu doprowadził do powstania we Francji nielegalnego Kościoła niekonstytucyjnego (którego funkcjonowanie było natomiast uznawane przez papieża) oraz akceptowanego przez władze Kościoła konstytucyjnego.
Od 1793 polityka Konwentu Narodowego stała się zdecydowanie antykościelna, mimo różnych poglądów religijnych zasiadających w nim deputowanych. Zaostrzone zostało ustawodawstwo wymierzone w kapłanów niekonstytucyjnych, zaś w niektórych regionach podjęto akcję całkowitej dechrystianizacji. Doprowadziło to do rozpowszechnienia się wśród katolików francuskich postaw zdecydowanie antyrządowych (jedynie część popierała do tej pory monarchię). Częściowa poprawa sytuacji Kościoła nastąpiła dopiero od 1795.

## Geneza

### Sytuacja Kościoła katolickiego w przededniu rewolucji
Katolicyzm był religią panującą we Francji przedrewolucyjnej. Zgodnie z prawami fundamentalnymi monarchii francuskiej królem Francji mógł zostać jedynie wyznawca religii rzymskokatolickiej. Od anulowania edyktu nantejskiego w 1685 tylko księża katoliccy byli uprawnieni do publicznego prowadzenia uroczystości religijnych, nie była również możliwa zmiana wyznania z katolickiego. W 1757 edykt Ludwika XV zabrania drukowania tekstów atakujących Kościół.
Według danych statystycznych przedstawionych przez L. Mezzadriego w II poł. XVIII w. 25 mln Francuzów było ochrzczonych w Kościele łacińskim. Stanowiło to ogromną większość wszystkich mieszkańców kraju (największe mniejszości wyznaniowe – protestancka i żydowska – liczyły odpowiednio pół miliona i 40 tys. osób). Ten sam autor jest zdania, że Kościół katolicki był w osiemnastowiecznej Francji strukturą stabilną, sprawnie zarządzaną, o znacznym wpływie na społeczeństwo (większość katolików przynajmniej realizowała w życiu wskazania Kościoła).
Kościół łaciński we Francji dzielił się na 139 diecezji (144 po włączeniu Korsyki), na terenie których działało blisko 40 tys. parafii. Były one nierównomiernie rozmieszczone: w najmniejszej diecezji Grasse znajdowały się 23 parafie, podczas gdy w diecezji Rouen – 1380. Pracę duszpasterską prowadziło 60 tys. proboszczów oraz wikariuszy, zaś w klasztorach zamieszkiwało według różnych szacunków od 60 tys. do 82 tys. zakonnic i zakonników. Reforma kościelna objęła również niższe duchowieństwo. Opracowany nowy program kształcenia kandydatów na kapłanów zakładał przekazanie im, w czasie 2-3 lat studiów w seminarium duchownym, znajomości Pisma Świętego, teologii moralnej, a także elementów historii. W przededniu rewolucji we Francji działało ok. 130 seminariów, jednak liczba nowych kapłanów malała w miarę upływu czasu. Na mocy edyktu królewskiego z 1768 we francuskich klasztorach składanie ślubów zakonnych było możliwe od 18. roku życia w przypadku kobiet i 21. w przypadku mężczyzn. Liczba powołań zakonnych ulegała znacznym wahaniom, jednak na krótko przed rewolucją zaczęła ponownie rosnąć. Łącznie stan duchowny liczył przed rewolucją ok. 120 tys. osób.
Kościół katolicki we Francji posiadał od 6 do 10% całej ziemi uprawnej na terenie kraju. Uzyskiwał z tego tytułu (oraz z dziesięcin) 150 000 000 liwrów, które w pierwszej kolejności miały być przeznaczane na utrzymanie kapłanów i budynków sakralnych, a także prowadzenie szpitali i szkół (Kościół miał monopol na nauczanie). Dobra kościelne były przy tym nierównomiernie rozmieszczone geograficznie. Ponownie dochód Kościoła był redystrybuowany w sposób nierównomierny, jednak zdaniem Mezzadriego przeciętny kapłan żył na dobrym poziomie. Zdaniem Żywczyńskiego nie dotyczyło to proboszczów wiejskich, których sytuacja materialna była bardzo trudna.
Wśród duchowieństwa francuskiego istniały wyraźne niesnaski między hierarchią, zakonnikami i kapłanami diecezjalnymi. Zdaniem Mezzadriego proboszczowie i wikariusze uważali biskupów za

surowych i bezlitosnych sędziów, wyniosłych i nieco zarozumiałych arystokratów, niezdolnych do zrozumienia i podzielania nurtujących ich problemów

Konflikt między niższym a wyższym duchowieństwem kilkakrotnie zaostrzał się: w 1776 w Delfinacie proboszczowie utworzyli związek, który miał przeciwstawiać się biskupom, uznawanym za autokratów. Wśród postulatów związku pojawił się powrót do tradycji częstych soborów i synodów, obieralności biskupów oraz wyzbycia się przez Kościół majątków ziemskich. W. Markov i A. Soboul upatrują przyczyn tej sytuacji w postawie większości biskupów, którzy mieli otaczać się bogactwem, aktywnie uczestniczyć w życiu towarzyskim, czy wręcz afiszować się ze swoimi kochankami. Jako jedynego przedrewolucyjnego hierarchę, który był ceniony jako teolog i duszpasterz, autorzy ci wymieniają biskupa Langres La Luzerne'a. Odmienny pogląd przedstawia M. Żywczyński, który podkreśla, że szereg francuskich biskupstw nadal pozostawało praktycznie w rękach pojedynczych rodów szlacheckich. Zaznacza przy tym, że biskupów prowadzących jawnie gorszący tryb życia było najwyżej kilkunastu. Z kolei zdaniem Mezzadriego w XVIII wieku udało się, w odróżnieniu od sytuacji panującej w poprzednich stuleciach, wyeliminować hierarchów bez rzeczywistego powołania, zawdzięczających awans bogactwu i stosunkom rodzinnym, a następnie prowadzących w istocie życie świeckie. Duchowni pochodzenia szlacheckiego byli przy tym stale w większości w episkopacie, zaś od 1783 stanowili całość jego składu osobowego. W związku z tym awans w hierarchii kościelnej był dla kapłanów pochodzenia mieszczańskiego lub chłopskiego praktycznie zamknięty.
W okresie przedrewolucyjnym znacznie pogorszyła się sytuacja zakonników. Zakony kontemplacyjne w świetle filozofii oświeceniowej były uważane za bezużyteczne i niepotrzebne, stabilna była natomiast pozycja zgromadzeń czynnych. Spadek męskich powołań zakonnych sprawił, że kilkaset wzniesionych w poprzednich stuleciach klasztorów stało pustych. Ponadto od 1768 w jednym domu zakonnym musiało mieszkać co najmniej 9 osób. Zdaniem W. Markova i A. Soboula we francuskich klasztorach doszło do daleko posuniętego rozkładu moralnego, dyscyplina zakonna uległa rozluźnieniu, a wielu mnichów sympatyzowało z ideami oświeceniowymi. Problem ten w większym stopniu dotykał zgromadzenia męskie niż żeńskie. Jerzy Łojek, powołując się na opublikowane w 1790 materiały francuskiej policji pisze, że w latach 1760–1772 policja interweniowała w 102 sprawach dotyczących przestępstw natury obyczajowej i seksualnej, w które zamieszani byli kapłani lub zakonnicy katoliccy. Były to dane obejmujące jedynie miasto Paryż.
Zdaniem Mezzadriego duchowieństwo cieszyło się w przedrewolucyjnej Francji szacunkiem; duchowni w większości byli przekonanymi rojalistami, a przy tym w sposób przychylny odnosili się do ubogich. Kapłani zainteresowani ideami oświeceniowymi i sympatyzującymi z nimi stanowili mniejszość. Zupełnie odosobnione były przypadki duchownych deklarujących otwarcie ateizm i niechęć wobec Kościoła.

## Stany Generalne i Konstytuanta

### Wpływ duchowieństwa na powstanie Zgromadzenia Narodowego
8 sierpnia 1788 zwołane zostały Stany Generalne, które miały zebrać się po raz pierwszy od 1614. Zgromadzenia elekcyjne przeprowadzone przez duchowieństwo dokonały wyboru 291 reprezentantów, z których 70% stanowili proboszczowie, 16% biskupi, 8% opaci, zaś 6% – kanonicy i wikariusze generalni. Mezzadri podkreśla, że większość wybranych proboszczów była blisko związana ze Stanem Trzecim poprzez pochodzenie rodzinne. Duchowni odgrywali wiodącą rolę w czasie ceremonii otwarcia obrad. Deputowani kleru szli w pierwszych szeregach, zaś otwierające Stany Generalne przemówienie wygłosił arcybiskup Nantes.

Przysięga w sali do gry w piłkę według obrazu Davida.

W głosowaniu dotyczącym formy dalszego procedowania Stanów Generalnych (głosowanie indywidualne bądź stanami) deputowani kleru tylko nieznacznie poparli tradycyjny sposób liczenia głosów (1 głos na stan). Za jego zachowaniem opowiedziało się 133 duchownych, przeciwko – 114. W roku kolejnych głosowań przedstawiciele duchowieństwa, mimo początkowych wątpliwości, zgodzili się powołać razem z deputowanymi Stanu Trzeciego Zgromadzenie Narodowe. Część duchownych, która czynnie dołączyła do Stanu Trzeciego, brała udział w składaniu przysięgi w sali do gry w piłkę 20 czerwca 1789. 22 czerwca grupa ta spotkała się ponownie z przedstawicielami Stanu Trzeciego w należącym do lazarystów kościele św. Ludwika. Wreszcie 23 czerwca zjednoczeni deputowani Stanu Trzeciego, duchowieństwa oraz 47 przedstawicieli szlachty wspólnie przeciwstawili się królowi, gdy ten odmówił uznania Zgromadzenia Narodowego. Ludwik XVI musiał ustąpić i przystać na dalszy przebieg obrad w formie postulowanej przez zbuntowanych deputowanych. Ci duchowni, którzy poparli Stan Trzeci, cieszyli się znacznym szacunkiem wśród Francuzów-zwolenników zmian. Anonimowa broszura krążąca w Paryżu w 1789 pisała o nich w następujący sposób:

Któż ociera łzy ubogich? Kto szuka dla nich pomocy, nawet jeśli mogą jej udzielić jedynie z rzadka?

### Ustawodawstwo Konstytuanty w sprawach Kościoła
W Zgromadzeniu Narodowym od początku obowiązywała zasada głosowania większościowego, którą zaproponował przedstawiciel duchowieństwa, arcybiskup Aix-en-Provence. Inny hierarcha katolicki, arcybiskup Vienne, został pierwszym przewodniczącym Zgromadzenia.

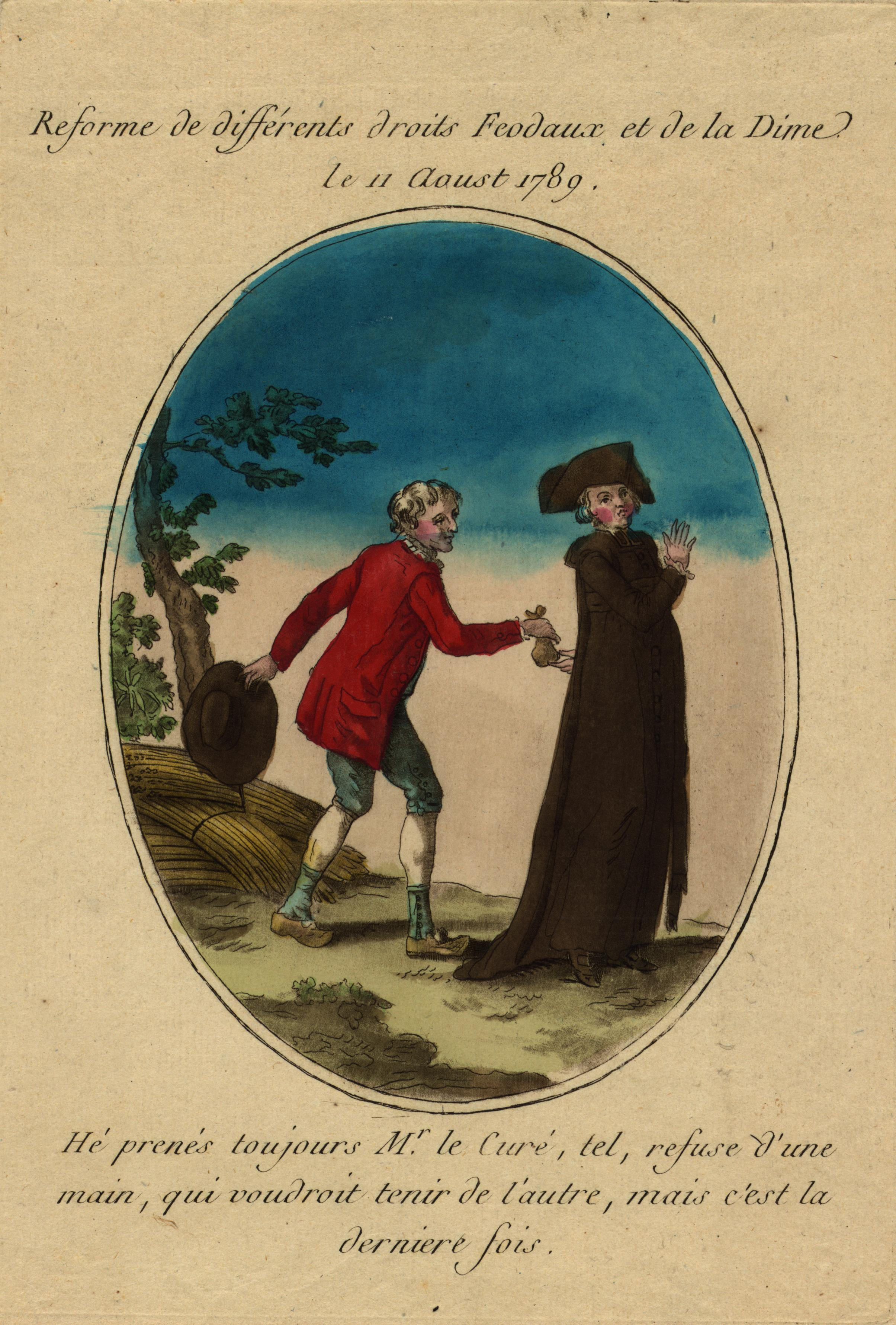
Karykatura wydana po 4 sierpnia 1789. Francuski napis ponad ilustracją głosi Reforma różnych praw feudalnych i dziesięciny. 4 sierpnia 1789., zaś poniżej: Pan proboszcz odmawia jedną ręką przyjęcia tego, co chciałby wziąć do drugiej – ale to już ostatni raz.

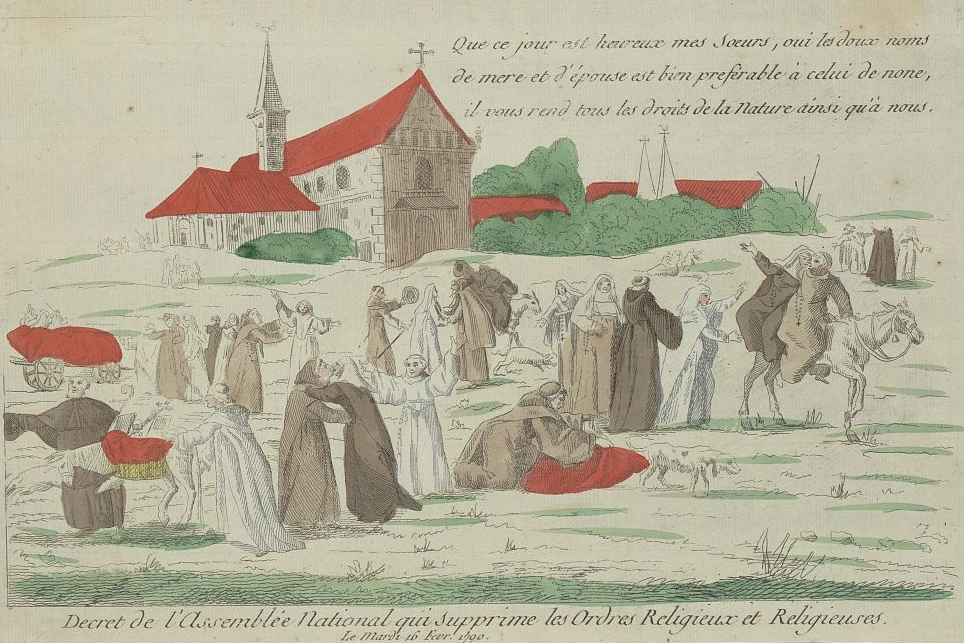
Karykatura odnosząca się do aktu delegalizującego składanie ślubów zakonnych we Francji. Francuski napis nad ilustracją, stylizowany na wypowiedź mnicha porzucającego klasztor, głosi: Szczęśliwy nastał dzień, siostry, tak, słodkie imiona matki i żony lepsze są od miana zakonnicy, zwrócone wam – i nam – są prawa natury

4 sierpnia, w atmosferze radykalizacji społecznej (14 lipca została zdobyta Bastylia, zaś na prowincji miała miejsce fala zamieszek znanych jako Wielka Trwoga) Zgromadzenie Narodowe uchwaliło zniesienie dziesięciny. 26 sierpnia została ogłoszona Deklaracja Praw Człowieka i Obywatela, której X punkt zawierał postulat pełnej tolerancji religijnej, zaś I znosił wszelkie przywileje. Zdaniem Mezzadriego treść deklaracji wywołała wśród duchownych negatywne odczucia. Zrywała bowiem z utrwaloną tradycją Francji katolickiej. Deputowani duchowieństwa bezskutecznie usiłowali wprowadzić uznanie katolicyzmu za francuską religię państwową. Byli wśród nich jednak również deputowani, którzy opowiadali się przeciwko feudalizmowi, w tym wynikającym z niego przywilejom hierarchii kościelnej.
W październiku tego samego roku marsz głodowy skłonił Zgromadzenie Narodowe do podjęcia zdecydowanych kroków na rzecz walki z deficytem budżetowym. Pomysłodawcą powszechnej nacjonalizacji dóbr kościelnych był Charles Alexandre de Calonne, zaś stosowny wniosek w Zgromadzeniu zgłosił biskup Autun Charles-Maurice de Talleyrand-Périgord. Argumentował on, że naród zapewnia księżom i prowadzonym przez nich instytucjom utrzymanie, w związku z tym nie musi już posiadać tytułów własności. 2 listopada 568 głosów oddano za nacjonalizacją, przeciwko – 346. Zdaniem Mezzadriego wydarzenia tego nie należy interpretować jako wyraz antyklerykalizmu, właściwego kolejnym parlamentom rewolucyjnym, lecz idealizmu prawodawców i braku ich kompetencji w zakresie ekonomii. Opinię o braku antyreligijnych zamiarów ze strony Zgromadzenia Narodowego podziela M. Żywczyński oraz cytowani przez niego autorzy francuscy: Albert Mathiez, Georges Lefebvre, Alphonse Aulard i Louis Villat. Jego zdaniem deputowani byli katolikami, lub też przynajmniej wychodzili z założenia, że religia ma pozytywny wpływ na stosunki społeczne między bogatymi i biednymi. Akt odebrania Kościołowi własności ziemskiej był zaś interpretowany jako wyraz sprawiedliwości – „cios w podstawy materialne arystokracji kościelnej”.
13 stycznia 1790 Konstytuanta zabroniła składania na terenie Francji ślubów zakonnych, uznając je za „niezgodne z prawem naturalnym”. Pozwolono jedynie na działanie zgromadzeń, które opiekowały się chorymi lub prowadziły działalność misyjną poza krajem. Akt prawny pozwalał mnichom i mniszkom na opuszczenie klasztorów i powrót do życia świeckiego (nie było to jednak obowiązkiem). Wśród zakonnic zainteresowanie tą możliwością było jednak minimalne: w niektórych diecezjach żadna mniszka nie opuściła klasztoru, w innych ich odsetek ograniczał się do ok. 1%. Więcej przypadków porzucenia życia zakonnego miało miejsce w klasztorach męskich. W Paryżu 48% mnichów wystąpiło ze zgromadzeń, jednak w niektórych diecezjach również procent wystąpień nie przekraczał kilku punktów. Duże znaczenie symboliczne miało masowe opuszczenie klasztorów przez mieszkańców wielu szczególnie ważnych dla historii Kościoła we Francji ośrodków, np. opactwa św. Piotra i Pawła w Cluny (z 40 mnichów chęć dalszego życia zakonnego zadeklarowało dwóch). Żywczyński podkreśla, że likwidacja klasztorów była w dużej mierze realizacją przedrewolucyjnego postulatu niższego duchowieństwa, krytykującego otwarcie zakony kontemplacyjne i wzywającego wszystkich mnichów i mniszki do podjęcia pracy społecznej.
14 lipca 1790 pierwsza rocznica zburzenia Bastylii była połączona z uroczystością religijną. W ramach Święta Federacji Talleyrand odprawił na Polu Marsowym mszę, której wysłuchało 25 tys. zgromadzonych.
Zdaniem W. Markova i A. Soboula zgoda narodowa, jakiej przykładem miało być Święto Federacji, była tylko pozorna. W rzeczywistości Ludwik XVI miał już wtedy szykować się do wezwania na pomoc w zdławieniu rewolucji władców Austrii i Prus. Otwarcie przeciwko zmianom w kraju wypowiadała się też część episkopatu.

### Konstytucja cywilna kleru

#### Powstanie i treść dokumentu
Za moment zerwania między rewolucją a duchowieństwem Luigi Mezzadri uważa moment uchwalenia konstytucji cywilnej kleru, która miała uregulować stosunki między państwem francuskim a Kościołem katolickim. Opracowana przez komisję złożoną z duchownych i świeckich ustawa składała się z czterech części. Zmieniała ona mapę diecezji francuskich, wprowadzając zasadę 1 departament – 1 diecezja. Biskup miał zarządzać diecezją jedynie przy wsparciu rady złożonej z duchownych i świeckich delegatów, ponadto na urząd ten kandydat miał być obierany przez zgromadzenie wiernych danej diecezji o udokumentowanym odpowiednio wysokim zarobku. Proboszczów wybierali natomiast elektorzy z dystryktu, w którym znajdowała się parafia. Biskupi i proboszczowie byli zobowiązani do złożenia przysięgi na wierność prawom, narodowi i królowi. Państwo miało wypłacać duchownym wynagrodzenia: 50 tys. liwrów dla arcybiskupa Paryża, 20 tys. dla biskupów ordynariuszy, 2-8 tys. liwrów dla biskupów pomocniczych oraz 1200-6000 liwrów dla proboszczów. W dwóch ostatnich przypadków wysokość wynagrodzenia zależała od rozmiarów diecezji lub parafii. Ponadto proboszczowie byli zobowiązani do odczytywania z ambon dekretów parlamentu. Wreszcie konstytucja odrzucała jurysdykcję papieża nad Kościołem katolickim we Francji, przyznając mu jedynie autorytet moralny i duchowy. Kościół francuski nie miał również płacić tradycyjnych składek na utrzymanie papieża. Konstytuanta rozważała nawet, by wprowadzenie ustawy w życie potwierdził nie zwierzchnik Kościoła katolickiego, a sobór biskupów francuskich. Z pomysłu tego zrezygnowano z uwagi na konserwatywne poglądy większości hierarchów, które stwarzały ryzyko odrzucenia dokumentu. 1 sierpnia 1790 kardynał Bernis, który pełnił funkcję przedstawiciela Francji przy papieżu, otrzymał polecenie uzyskania zgody Piusa VI, czego jednak nie uczynił.
W dyskusjach nad konstytucją cywilną kleru od początku wypowiadała się opozycja wewnątrzkościelna, której pierwszym wyrazicielem stał się arcybiskup Aix Boisgelin. Przypominał on, że nakazanie strukturom Kościoła katolickiego w dowolnym kraju zerwania związku z papiestwem jest sprzeczne z prawem kanonicznym. Powoływał się również na podpisany w 1516 konkordat. Innym argumentem, jaki regularnie powracał w dyskusjach, był fakt ustalania przez państwo zasad wewnętrznego zarządzania instytucją religijną, który był odbierany jako niedopuszczalna interwencja władz świeckich.

#### Reakcja papieża

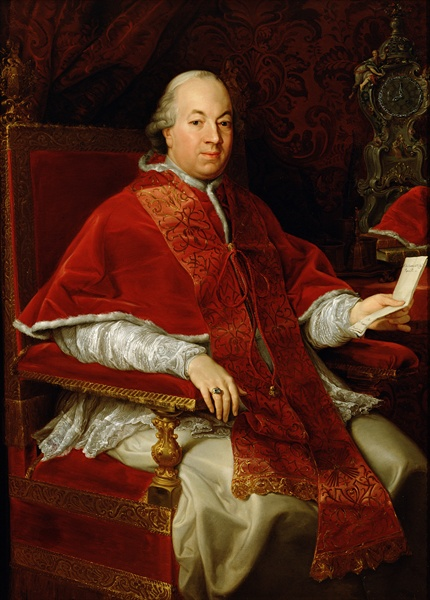
Pius VI

Dla wprowadzenia ustawy w życie potrzebna była zgoda króla oraz aprobata papieża. Ten drugi wypowiedział się w sprawie 9 lipca 1790, prosząc Ludwika XVI o zawetowanie projektu ustawy. Napisał w tej sprawie breve, które jednak dotarło do Paryża dopiero 23 lipca, dzień po kontrasygnowaniu przez króla konstytucji. Początkowo papież nie podejmował dalszych działań. Jednak 30 października 1790 pojawił się sygnowany przez 30 francuskich biskupów dokument zatytułowany Deklaracja zasad w odniesieniu do ustawy cywilnej o duchowieństwie, który potępiał treść ustawy. W reakcji na ten fakt papież powołał specjalną komisję kardynalską i w porozumieniu z nią wydał breve Quod aliquantum. W breve papież potępiał praktycznie wszystkie decyzje podjęte do tej pory przez Zgromadzenie Narodowe mające związek z Kościołem: zakaz składania ślubów zakonnych, zerwanie związku z Rzymem, nacjonalizację dóbr kościelnych i zniesienie dziesięcin. Zaatakowane zostały również obecne w Deklaracji Praw Człowieka i Obywatela twierdzenia o wolności i równości wszystkich ludzi oraz zarzucono, iż konstytucja cywilna kleru ma równocześnie zniszczyć Kościół i podważyć autorytet królewski. W ustawie papież dopatrywał się treści heretyckich.
Mezzadri odrzuca interpretację konstytucji cywilnej kleru jako działania mającego na celu zniszczenie katolicyzmu we Francji. Uważa on, że większość członków Zgromadzenia Narodowego była katolikami i nie miała zamiaru usuwać wiary z kraju; nie doceniła jednak skutków podejmowanych decyzji. Interpretację tę podzielają W. Markov i A. Soboul. Żywczyński podkreśla, że we Francji przedrewolucyjnej to król mianował biskupów (zgodnie z zasadami gallikanizmu), zatem deputowani Zgromadzenia Narodowego mogli wyjść z założenia, że wybór hierarchów kościelnych przez osoby świeckie jest sytuacją naturalną.

#### Przysięga na konstytucję cywilną kleru

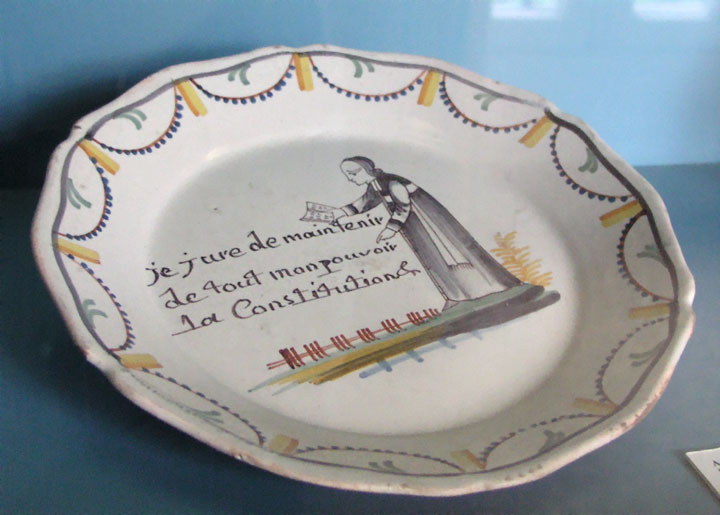
Talerz z okresu uchwalenia konstytucji cywilnej kleru, z postacią księdza wypowiadającego przyrzeczenie: Przysięgam ze wszystkich sił zachowywać konstytucję

Henri Grégoire

27 listopada 1790 Zgromadzenie Narodowe uchwaliło dekret, na mocy którego wszyscy kapłani pracujący we Francji mieli złożyć przysięgę na konstytucję cywilną kleru. W czasie obrad w dniu poprzednim potrzebę obowiązkowego przyrzeczenia uzasadniano koniecznością odrodzenia francuskiego Kościoła. Ludwik XVI początkowo nie chciał podpisywać nowej ustawy, jednak ostatecznie, 26 grudnia, ustąpił. W rocie przysięgi padało zobowiązanie, iż duchowny będzie wierny konstytucji, narodowi i królowi, jak również będzie czuwać nad powierzonymi mu wiernymi. Ceremonie zaprzysięgania rozpoczęły się 27 grudnia od przyrzeczeń składanych przez deputowanych duchowieństwa w Zgromadzeniu Narodowym. Jako pierwszy przysięgał wielki zwolennik konstytucji cywilnej kleru Henri Grégoire.
Składanie przysięgi odbywało się w atmosferze nacisku ze strony zwolenników rewolucji. 4 stycznia, gdy wśród deputowanych nadal była grupa niechętnych przysiędze, zebrani pod budynkiem parlamentu sankiuloci zaczęli wzywać do powieszenia ich na latarniach. Jednak nawet przewodniczący zgromadzenia nie zdołał skłonić opornych do złożenia przyrzeczenia. Kiedy uroczystości składania przysięgi przeniosły się na prowincję, ze 160 biskupów przysięgło siedmiu. W 1791 wśród proboszczów minimalną przewagę mieli kapłani, którzy zgodzili się złożyć przyrzeczenie. Jednak stan ten ulegał wahaniom. Część duchownych wycofała się ze złożonych zobowiązań, podczas gdy inni, początkowo oporni, z czasem ulegli naciskom władz. Ponownie wystąpiły znacznie różnice między poszczególnymi regionami, jeśli chodzi o odsetek księży zaprzysiężonych. Najwięcej duchownych odmówiło ślubowania w departamentach północnych, Alzacji i Lotaryngii oraz w górach Masywu Centralnego. Największy procent zaprzysiężonych odnotowano w Paryżu, Szampanii i Pikardii. W tej fazie rewolucji przysięgi wymagano jedynie od kandydatów na biskupów i proboszczów.

### Organizacja Kościoła „konstytucyjnego”
W związku z niezłożeniem przysięgi przez większość wyższego duchowieństwa wiosną 1791 ci biskupi, którzy ją złożyli, wyświęcili 53 nowych hierarchów wybranych przez zgromadzenia departamentalne. Większość z kandydatów pełniła do tej pory funkcję proboszczów i pochodziła ze Stanu Trzeciego. Mezzadri twierdzi, że co najmniej połowa z nich z przekonaniem złożyła przysięgę, wierząc w powrót do zasad wczesnego chrześcijaństwa poprzez wprowadzenie obieralności biskupów i proboszczów i była przekonana o słuszności swojego działania. Liczbę arywistów, żyjących w sprzeczności z zasadami wiary, ocenia na nie więcej niż kilkunastu nowych biskupów.
Równocześnie z dokonywaniem nowych święceń (potępionych przez Piusa VI) władze Francji rozpoczęły reorganizację życia diecezjalnego. Księża „oporni” mieli zostać usunięci z czynnej pracy duszpasterskiej, co wymusiło zamknięcie ok. 4 tys. nieobsadzonych parafii. Nowi biskupi podjęli przy tym starania w celu uzupełnienia liczby kapłanów. Oprócz nakłaniania księży do złożenia przysięgi dopuszczono do pracy duszpasterskiej osoby, które wcześniej wstąpiły do stanu duchownego, lecz z różnych powodów zostały z niego wykluczone. Rzadziej pozwalano księżom niekonstytucyjnym na dalszą posługę. Znacznym problemem oficjalnego Kościoła był brak nowych powołań.
Do zaostrzenia stosunków między księżmi zaprzysiężonymi i opornymi przyczyniło się kolejne breve Piusa VI z 13 kwietnia 1791 zatytułowane Caritas, w którym zapowiadał on ekskomunikę dla wszystkich księży konstytucyjnych, którzy w czasie 40 dni nie odwołają złożonego przyrzeczenia. Księża konstytucyjni często spotykali się z wrogością ze strony wiernych. Ponadto 7 maja 1791 Zgromadzenie Narodowe zezwoliło księżom niezaprzysiężonym na odprawianie nabożeństw bez sprawowania sakramentów. W tym samym czasie rosła liczba niezaprzysiężonych biskupów, którzy zaczęli wyjeżdżać za granicę, przesyłając jednak do kraju instrukcje postępowania dla niższego duchowieństwa. Ich jednoznacznie antyrewolucyjny wydźwięk przyczynił się do wzrostu antyklerykalizmu w polityce Konstytuanty.

## Legislatywa
Konstytuanta zakończyła swoje prace we wrześniu 1791. W Legislatywie, która ją zastąpiła, nie zasiadł żaden dotychczasowy deputowany, co stało się na wniosek Maksymiliana Robespierre’a o zakazie reelekcji. W nowym parlamencie spośród duchowieństwa znalazło się 10 biskupów i 17 kapłanów. Grupa ta jednak miała dalece mniejszy wpływ na działalność parlamentu, niż duchowni w Zgromadzeniu Narodowym. W listopadzie 1791 nowy parlament zajął się kwestią de facto paralelnego działania duchowieństwa zaprzysiężonego i niezaprzysiężonego. 29 listopada Legislatywa zażądała złożenia przysięgi przez wszystkich kapłanów. Zimą i wiosną 1792 pozycja społeczna księży uległa dalszemu pogorszeniu. Po wypowiedzeniu przez Francję wojny Austrii i Prusom lewicowa prasa wzmogła ataki na arystokrację i księży jako na potencjalną piątą kolumnę wewnątrz ogarniętego rewolucją, zagrożonego z zewnątrz kraju. Upowszechniał się (zwłaszcza w Paryżu) stereotyp kapłana niezaprzysiężonego jako wroga rewolucji, prowadzącego na prowincji akcję agitacyjną przeciwko konstytucji cywilnej kleru. 27 maja 1792 Legislatywa zadecydowała, że każdy kapłan oporny zadenuncjowany przez 20 aktywnych obywateli ma zostać deportowany z Francji. 4 kwietnia zostały zniesione wszystkie zgromadzenia zakonne. Król złożył w sprawie deportacji weto, które przestało mieć znaczenie po obaleniu monarchii 10 sierpnia 1792. Cztery dni później Legislatywa zmieniła rotę przysięgi, umieszczając w niej deklarację gotowości umacniania wolności i równości oraz poniesienia śmierci za prawo. 18 sierpnia kolejny dekret zabronił księżom niezaprzysiężonym publicznego noszenia szat duchownych. W końcu sierpnia Legislatywa ogłosiła niezaprzysiężonych duchownych jednymi z najgroźniejszych wrogów Francji i ogłosiła obowiązek ich rejestracji pod groźbą 10 lat pozbawienia wolności w razie niedopełnienia go. W tym samym miesiącu ogłoszono rozwiązanie wszystkich kongregacji zakonnych działających jeszcze na terytorium kraju oraz zabroniono organizacji ceremonii religijnych poza budynkami sakralnymi.
Zdaniem Żywczyńskiego członkowie Legislatywy nie wyobrażali sobie innego działania Kościoła, jak w formie całkowicie podporządkowanej państwu, co powtarzałoby schemat przedrewolucyjny. Opór księży przeciwko Kościołowi konstytucyjnemu traktowali zatem jako wystąpienie kontrrewolucyjne. To z kolei generowało niechęć wobec rewolucji wśród praktykujących katolików i przyczyniało się do utrwalenia się modelu katolik-monarchista. W miarę wzrostu prześladowań katolików ci ostatni coraz wyraźniej identyfikowali się z ancien regime’em, co z kolei było traktowane jako podstawa do zaostrzania represji. Wrogość wobec księży wzrastała razem z niepowodzeniami wojsk francuskich w wojnie z Prusami i Austrią, które często tłumaczono działaniem w kraju ukrytych wrogów, w pierwszym rzędzie arystokracji i duchowieństwa. Stereotyp ten stał się podstawową przyczyną zamordowania w Paryżu 223 duchownych w czasie tzw. masakr wrześniowych.

### Masakry wrześniowe

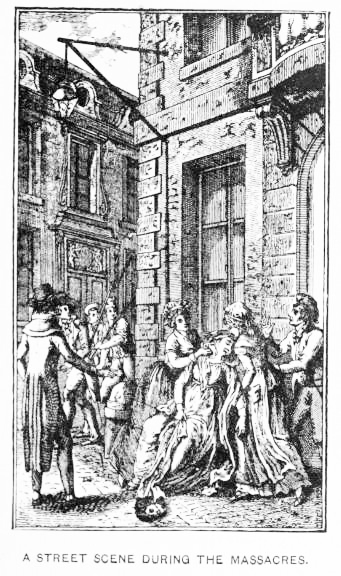
Masakry wrześniowe

W południe 2 września 1792 do paryskich więzień udały się spontanicznie zorganizowane grupy złożone z sankiulotów, jak również pospolitych przestępców niedziałających z pobudek ideowych. Komuna Paryża, chociaż zdawała sobie sprawę z sytuacji, pozwoliła na rozpoczęcie rzezi więźniów. Nie zareagowało również ministerstwo sprawiedliwości kierowane przez Dantona. Stało się tak mimo faktu, iż część prasy rewolucyjnej otwarcie nawoływała do mordowania arystokratów i księży, zaś po mieście krążyła broszura informująca o rzekomym spisku arystokracji i kapłanów niezaprzysiężonych, którego celem miało być wymordowanie obywateli przychylnych rewolucji. Od tej pory w propagandzie rewolucyjnej duchowni katoliccy byli jednoznacznie kojarzeni z dawnymi warstwami uprzywilejowanymi, a zatem z kontrrewolucją.
Duchowni katoliccy szczególnie ucierpieli wskutek ataku na więzienia. Sygnałem do rozpoczęcia masakry osadzonych było zamordowanie 20 kapłanów skazanych na deportację. Wóz, który miał tymczasowo przewieźć ich do więzienia w opactwie Saint-Germain-des-Prés, został zatrzymany przez tłum, trzej księża zlinczowani na miejscu, zaś pozostali zabici z polecenia zaimprowizowanego Trybunału Rewolucyjnego. Kapłani ginęli również w klasztorze karmelitanów zaadaptowanym na więzienie (zamordowano tam m.in. arcybiskupów Arles, Beauvais i Saintes), więzieniu La Force, seminarium św. Firmina (także zmienionym na więzienie), Conciergerie oraz Châtelet. Mezzadri przyjmuje, za P. Caronem, liczbę 223 zamordowanych księży. 191 osób z tej liczby zostało w 1926 beatyfikowanych.
Oprócz masakr w Paryżu do ataków na księży doszło również na prowincji, gdzie zginęło według Mezzadriego 22 duchownych.
Również w tej fazie rewolucji istniało zjawisko kapłanów popierających ruch rewolucyjny i należących do radykalnych klubów politycznych (np. czerwony ksiądz Jakub Roux). Jednak wydarzenia masakr wrześniowych stały się ostateczną przyczyną odwrócenia się wierzących katolików oraz duchownych od rewolucji. Od tego momentu zauważalne stają się interpretacje całej rewolucji jako dzieła szatańskiego, zaś czynnej walki z nią – jako obowiązku chrześcijanina.

## Konwent Narodowy
W Konwencie Narodowym zasiadło 16 biskupów oraz 287 kapłanów. W czasie głosowania nad wyrokiem w procesie Ludwika XVI 4 hierarchów oraz 20 kapłanów opowiedziało się za skazaniem go na karę śmierci.

### Kampania dechrystianizacyjna

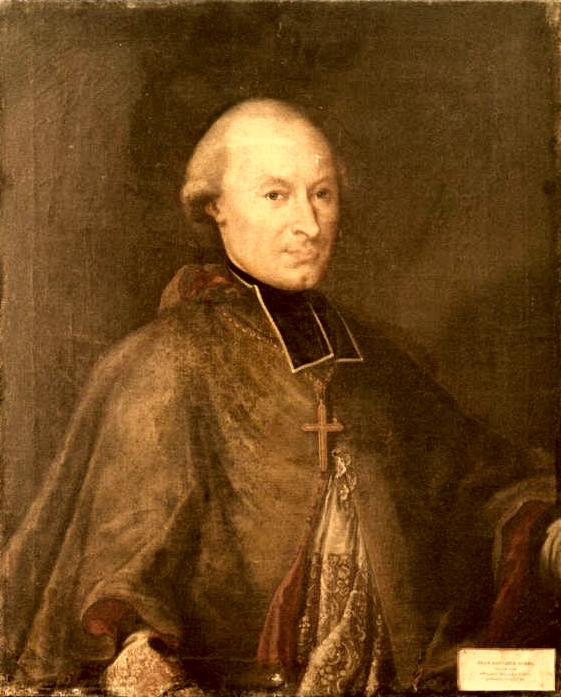
Arcybiskup Paryża Jean-Baptiste Gobel. Pod naciskiem Konwentu Narodowego publicznie zrezygnował z funkcji kościelnych. W 1794 został zgilotynowany po procesie hebertystów.

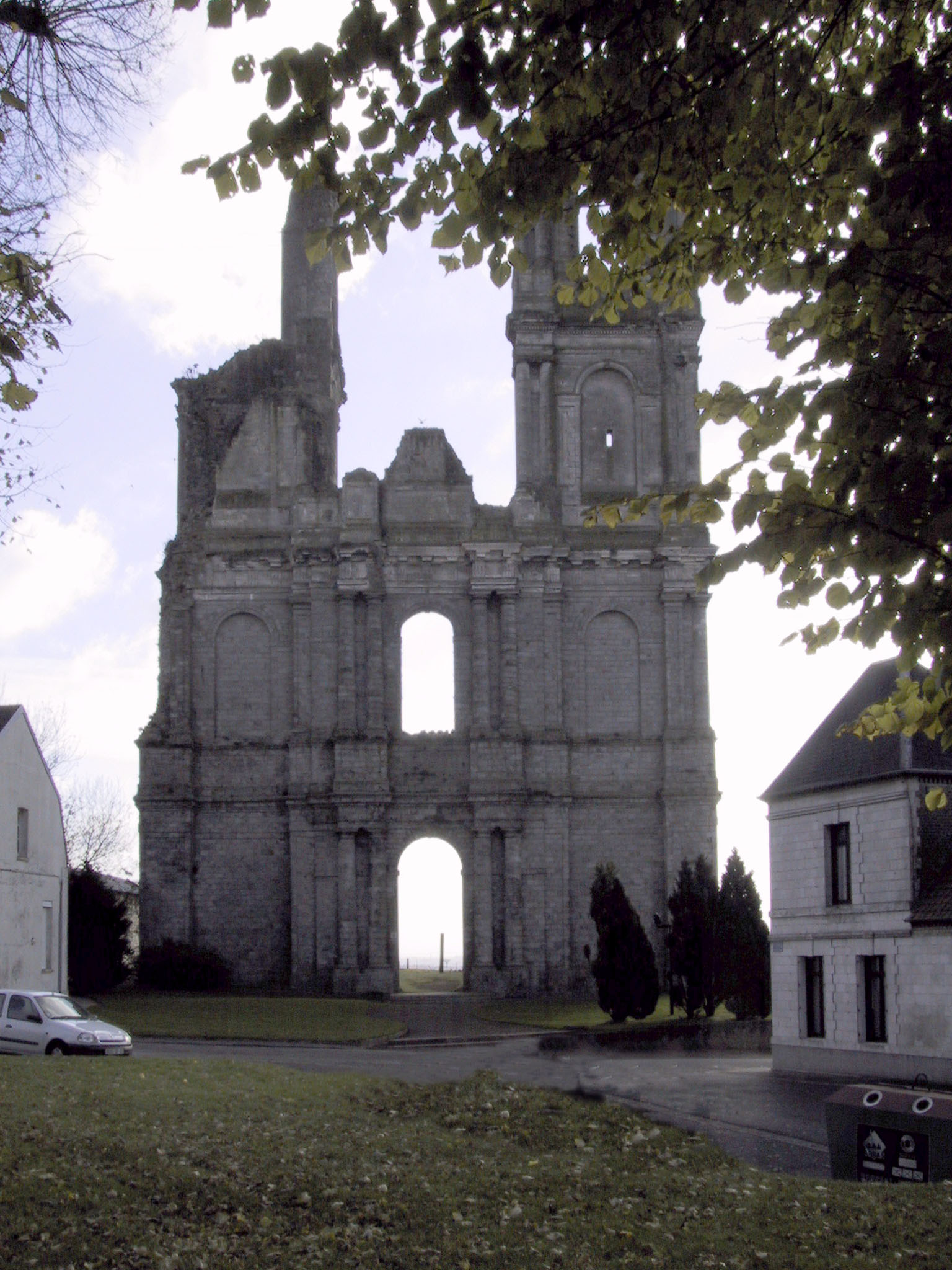
Ruiny opactwa w Mont-Saint-Éloi, zrujnowanego w czasie akcji dechrystianizacyjnej

Zdaniem Żywczyńskiego od początku roku 1793 doszło do zdecydowanego zaostrzenia antykościelnej postawy Konwentu Narodowego, jak również do wybuchu działań dechrystianizacyjnych na prowincji francuskiej. Księża katoliccy byli trwale uznawani za wrogów rewolucji. Konwent podjął również działania w sferze symbolicznej. 5 października 1793 do oficjalnego użytku wszedł francuski kalendarz rewolucyjny, w którym siedmiodniowy tydzień został zastąpiony dziesięciodniowym, z ostatnim dniem jako wolnym od pracy. Dni nosiły nazwy numeryczne. Konwent Narodowy ogłosił również uznawanie przez państwo zawieranie przez kapłanów ślubów cywilnych, zaś sprzeciwiających się temu procederowi biskupów uznał za podlegających karze deportacji. Szacuje się, że ok. 7-12 tys. księży zawarło w czasie rewolucji śluby cywilne. Wystąpienia antyreligijne stały się również powszechne na łamach prasy przychylnej rządowi lub sytuującej się na lewo od niego. Autorem pierwszej zmasowanej kampanii antyreligijnej był redaktor pisma Le père Duchesne Jacques-René Hébert. Szczególnie zaangażowani w dechrystianizację Francji byli komisarze (reprezentanci) Konwentu, wyjeżdżający na prowincję w celu wdrażania rewolucyjnej polityki. Wielu z nich zakazało odprawiania jakichkolwiek uroczystości religijnych na podległym im obszarze, organizując natomiast farsy i pochody antyreligijne oraz atakując duchownych (zarówno niezaprzysiężonych, jak i konstytucyjnych). Na masową skalę niszczono relikwie oraz wyposażenie świątyń. Szereg budynków sakralnych został wystawiony na licytację pod nazwą „dóbr narodowych” lub zniszczony. Wśród tych ostatnich budynków było opactwo św. Piotra i Pawła w Cluny.
Konwent wywierał również naciski na hierarchów oraz kapłanów, by publicznie zrzekali się stanu duchownego oraz swoich funkcji. W przypadku ok. 20 tys. duchownych okazały się one skuteczne, jednak 40% abdykujących prosiła w późniejszych latach o ponowne przyjęcie do stanu duchownego. W niektórych miastach (Aix-en-Provence, Marsylia), niemal wszyscy kapłani zrezygnowali ze święceń. Arcybiskup Paryża Jean-Baptiste Gobel publicznie zrezygnował ze sprawowanego urzędu.

#### Opór przeciw dechrystianizacji
Działalność dechrystianizacyjna spotkała się z oporem ze strony wierzących katolików. Wierni bronili przedmiotów liturgicznych przed profanacją, ukrywali kapłanów i organizowali tajne pielgrzymki. Działo się tak mimo faktu, że od 21 października 1793 ukrywającym kapłanów niezaprzysiężonych groziła kara śmierci (podobnie jak za samą odmowę złożenia przysięgi oraz udział w nabożeństwie odprawionym przez takiego duchownego). Mezzadri szacuje liczbę osób skazanych na śmierć za jeden z wymienionych wyżej czynów na co najmniej 359 mężczyzn i 102 kobiety. 14 księży, 3 zakonnice oraz jedna świecka kobieta zostało następnie beatyfikowanych. Błogosławionymi katolickimi ogłoszono również 16 karmelitanek z Compiègne, straconych pod zarzutem nielegalnego życia we wspólnocie zakonnej.
Sprzeciw wobec dechrystianizacji był jednym z powodów wybuchu powstania w Wandei. 99 uczestników walk po stronie powstańców zostało uznanych za błogosławionych katolickich: były to 83 kobiety oraz 16 mężczyzn, z czego 12 kapłanów.

### Próby wprowadzenia religii państwowej

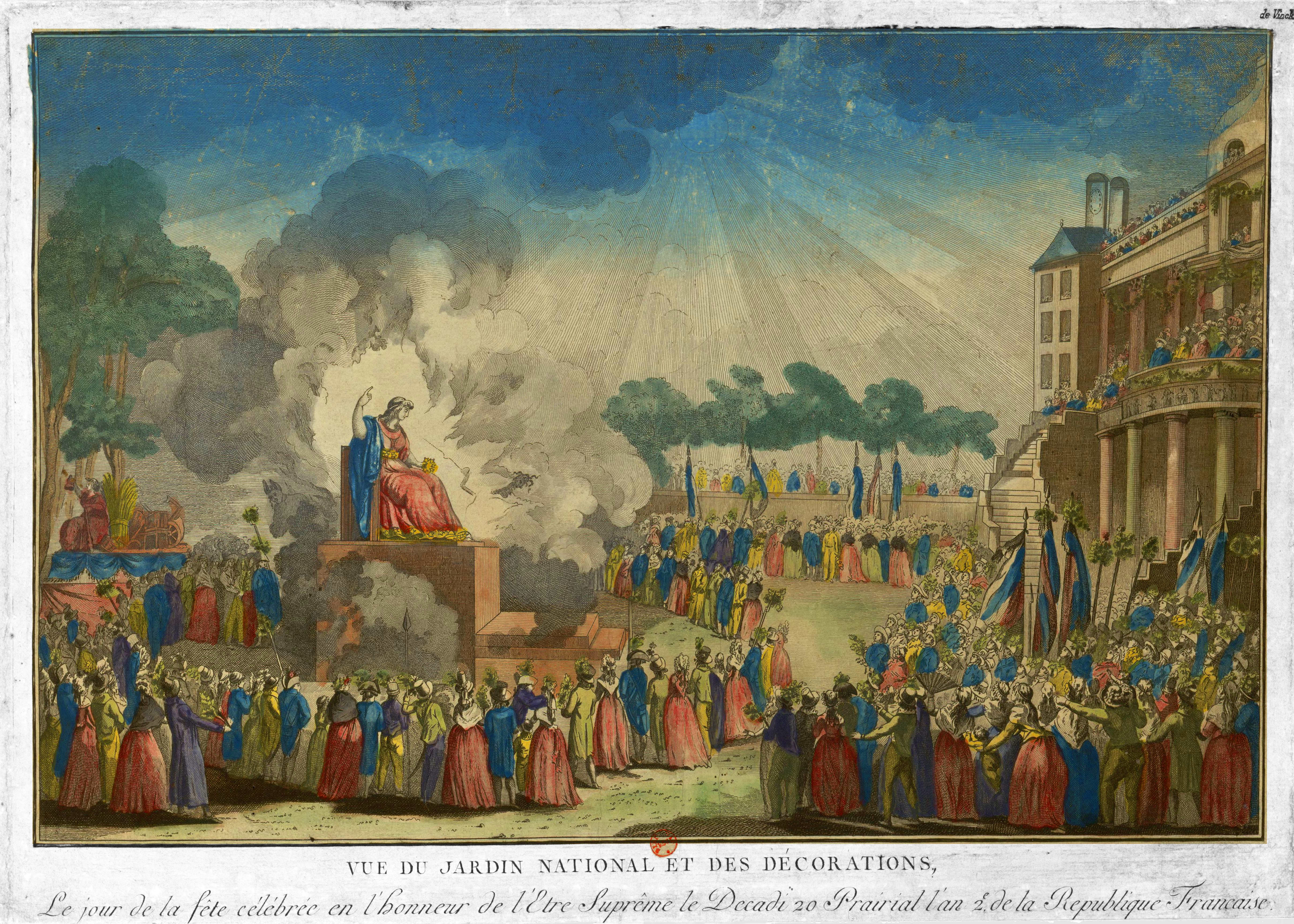
Święto Istoty Najwyższej

10 listopada 1793, po rezygnacji arcybiskupa Gobela, w katedrze Notre-Dame zostało zorganizowane pierwsze Święto Rozumu. Kult Rozumu, który miał zastąpić religię katolicką, był inspirowany przez hebertystów i popierany przez Komunę Paryża. Nie zyskał natomiast poparcia Komitetu Ocalenia Publicznego z powodu sprzeciwu Maksymiliana Robespierre’a, deisty. 
Robespierre przeciwstawiał się jednoznacznej dechrystianizacji i ateizacji Francji, jednak nie zgadzał się z modelem funkcjonowania Kościoła katolickiego sprzed rewolucji. W związku z tym postulował zastąpienie katolicyzmu deistycznym kultem Istoty Najwyższej.
Poglądy Robespierre’a miały jedynie częściowy wpływ na stanowisko Konwentu. W marcu 1794 parlament zawiesił wypłacanie pensji księżom konstytucyjnym.

## Po upadku Robespierre’a
Sytuacja Kościoła katolickiego we Francji nie poprawiła się natychmiast po przewrocie thermidoriańskim. Za moment jej polepszenia Żywczyński uważa rok 1795, kiedy kolejno wycofano część praw ograniczających wolność wyznania, następnie zwrócono katolikom zarekwirowane wcześniej kościoły, zaś 17 czerwca zniesiono konstytucję cywilną kleru. Jednak już we wrześniu tego samego roku parlament ponownie wprowadził w życie szereg praw przeciw księżom opornym, oczekując tym razem od kapłanów złożenia przysięgi nienawiści do monarchii. Promowane były również alternatywne wobec katolicyzmu kulty: teofilantropizm oraz kult dekadowy. Od 30 maja 1795 kapłani mogli na nowo obejmować parafie pod warunkiem złożenia przysięgi posłuszeństwa wobec państwa republikańskiego. Z możliwości tej skorzystała jednak niewielka liczba duchownych. Przeważająca liczba księży była przeciwna republice, a część z nich należała do tajnych organizacji monarchistycznych.